# Sam Malin
Sam Malin (* 29. September 1963) ist ein kanadischer Unternehmer, der in Madagaskar tätig ist. Er ist Gründer zahlreicher Firmen wie Madagascar Oil, Red Island Minerals, Avana Petroleum oder Avana Uranium.

## Leben
Malin besuchte die St. Michaels University School in Victoria, British Columbia, Kanada. Er studierte an der Queen’s University (Kingston) (Bachelor of Science in Geological Engineering) und an der University of Cambridge.
Im Anschluss arbeitete er bei Standard & Poor’s.

## Veröffentlichungen
- Kapitel über  "Exploration and Production of Crude Oil and Natural Gas", in Panorama of EC Industry, Office for Official Publications of the European Communities, Luxembourg, 1993. OCLC: 19060217.

- Kapitel über "Trends in Japanese Refining", in Leading Developments in the Product Tanker Market, Lloyd’s of London Press Ltd., 1992.

- Kapitel über "Solid Fuels" (Coal) und "Exploration and Production of Crude Oil and Natural Gas", in Panorama of EC Industry, Office for Official Publications of the European Communities, Luxembourg, 1992. OCLC: 19060217.